# Elizabeth Bay
Elizabeth Bay, llamada en su día Elisabethbucht, es un pueblo minero abandonado, que se encuentra a unos 30 kilómetros de Kolmanskop, en la costa de Sperrgebiet, al sur de la península de Luderitz, en Namibia. Se encuentra a 25 km al sur de Lüderitz.
La ciudad estuvo habitada entre 1926 y 1935 por la existencia de una mina de diamantes cercana que produjo piedras preciosas entre 1911 y 1948. La mina se cerró y volvió a abrir en 1991, con métodos de explotación más modernos. Los mineros viven actualmente en Lüderitz y la mina se puede visitar desde esta ciudad.

## Historia
Los diamantes fueron descubiertos en la región alrededor de 1908; sin embargo, no fue hasta 1989 que el gobierno de Namibia gastó alrededor de $53 millones en la exploración y creación de una nueva mina de diamantes en el lugar. La mina tenía proyectada una vida útil de diez años y estaba prevista para producir 2,5 millones de quilates de diamantes. La mina fue oficialmente abierta por Sam Nujoma el 2 de agosto de 1991.
La mina dejó de operar en 1998. Para el año 2000, el pueblo fue considerado un pueblo fantasma, y los turistas aprovechan para recorrer Kolmanskop.
En 2005 se anunció que la mina sería expandida, por lo que se aumentaba su tiempo de vida útil por 8 años. La mina es normalmente operada por Namdeb Diamond Corp. Es propiedad de De Beers y del gobierno de Namibia.
Para 2009 la mina de Elizabeth Bay estaba operando con una pérdida de $76 millones.
Elizabeth Bay es hogar del 40% de las focas marinas que se encuentran en el mundo.

## Clima
| Parámetros climáticos promedio de Bahía de Elizabeth | Parámetros climáticos promedio de Bahía de Elizabeth | Parámetros climáticos promedio de Bahía de Elizabeth | Parámetros climáticos promedio de Bahía de Elizabeth | Parámetros climáticos promedio de Bahía de Elizabeth | Parámetros climáticos promedio de Bahía de Elizabeth | Parámetros climáticos promedio de Bahía de Elizabeth | Parámetros climáticos promedio de Bahía de Elizabeth | Parámetros climáticos promedio de Bahía de Elizabeth | Parámetros climáticos promedio de Bahía de Elizabeth | Parámetros climáticos promedio de Bahía de Elizabeth | Parámetros climáticos promedio de Bahía de Elizabeth | Parámetros climáticos promedio de Bahía de Elizabeth | Parámetros climáticos promedio de Bahía de Elizabeth |
| Mes                                                  | Ene.                                                 | Feb.                                                 | Mar.                                                 | Abr.                                                 | May.                                                 | Jun.                                                 | Jul.                                                 | Ago.                                                 | Sep.                                                 | Oct.                                                 | Nov.                                                 | Dic.                                                 | Anual                                                |
| ---------------------------------------------------- | ---------------------------------------------------- | ---------------------------------------------------- | ---------------------------------------------------- | ---------------------------------------------------- | ---------------------------------------------------- | ---------------------------------------------------- | ---------------------------------------------------- | ---------------------------------------------------- | ---------------------------------------------------- | ---------------------------------------------------- | ---------------------------------------------------- | ---------------------------------------------------- | ---------------------------------------------------- |
| Temp. máx. media (°C)                                | 20.6                                                 | 20.6                                                 | 20                                                   | 18.9                                                 | 18.9                                                 | 17.8                                                 | 17.8                                                 | 16.7                                                 | 16.7                                                 | 17.8                                                 | 18.9                                                 | 20                                                   | 18.7                                                 |
| Temp. mín. media (°C)                                | 13.9                                                 | 13.9                                                 | 12.8                                                 | 11.7                                                 | 10.6                                                 | 10.6                                                 | 10                                                   | 10                                                   | 10                                                   | 10.6                                                 | 11.7                                                 | 12.8                                                 | 11.5                                                 |
| Precipitación total (mm)                             | 0                                                    | 2.5                                                  | 2.5                                                  | 2.5                                                  | 2.5                                                  | 2.5                                                  | 2.5                                                  | 2.5                                                  | 0                                                    | 0                                                    | 0                                                    | 0                                                    | 17.8                                                 |
| Fuente: Weatherbase                                  |                                                      |                                                      |                                                      |                                                      |                                                      |                                                      |                                                      |                                                      |                                                      |                                                      |                                                      |                                                      |                                                      |

## Aparición en los medios
El teatro abandonado en Elizabeth Bay fue filmado en un episodio del documental La Tierra sin humanos, la serie en 2010: la serie presenta principalmente Kolmanskop, otro pueblo fantasma que se encuentra aproximadamente a 30 km al norte de la Bahía de Elizabeth. El episodio se enfocó en los efectos del viento y la arena en los distintos edificios degradados, además muestra las habitaciones llenas de arena.